# Sparbarus coushatta
Sparbarus coushatta är en dagsländeart som beskrevs av Sun och Mccafferty 2008. Sparbarus coushatta ingår i släktet Sparbarus och familjen slamdagsländor. Inga underarter finns listade i Catalogue of Life.